# Marc Roca (labdarúgó)
Marc Roca Junqué (Vilafranca, 1996. november 26. –) spanyol korosztályos válogatott labdarúgó, középpályás. A Real Betis játékosa kölcsönben a Leeds United  csapatától.

## Pályafutása

### Klubcsapatokban

#### RCD Espanyol
2014. augusztus 24-én debütált a B csapatba, a Lleida Esportiu elleni 2–2-s összecsapáson, a Segunda División B-ben.
2015. január 17-én jegyezte első gólját egy 2–3-s hazai vereségen, az UE Olot ellen.
Augusztus 4-én megújították a szerződését, 2017-ig. Ezzel  hivatalosan is felkerült a B csapatba.
2016. augusztus 20-án nevezték először a felnőtt csapatba, egy idegenbeli 6–4-s Sevilla FC elleni találkozón. 
Augusztus 26-án debütált kezdőként a felnőtt csapatban, a Málaga CF elleni 2–2-s hazai bajnokin.
November 11-én újabb szerződést kötöttek 2022-ig, és a következő idényben véglegesen regisztrálták a felnőtt csapatba. 
2019. április 21-én szerezte meg élvonalbeli első gólját, a Levante UD elleni 2–2-s mérkőzésen.

#### Bayern München
2020. október 4-én ötéves szerződést kötöttek a klubbal.
11 nappal később mutatkozott be a DFB Pokal (német kupa) első fordulójában, az 1. FC Düren elleni 3–0-s idegenbeli találkozón.
Október 31-én mutatkozott be a bajnokságban, egy 1–2-s idegenbeli 1. FC Köln elleni mérkőzés, utolsó perceiben.
Majd következő hónap 25-én a BL-ben is debütált, az A csoport  negyedik játéknapján, a Red Bull Salzburg elleni 3–1-s hazai mérkőzésen. A második félidőben begyűjtötte második sárgalapját, így a 66. percben kiállította a játékvezető.
2021. február 8-án játszotta élete első Klubvilágbajnoki mérkőzését, az egyiptomi El Ahly Cairo csapata ellen. A találkozón kezdőként lépett pályára, amelyen 69 percet játszott és 2–0-ra megnyerték az összecsapást.

#### Leeds United
2022. június 17-én jelentette be a Leeds United a szerződtetését.
Augusztus 6-án debütált hivatalosan a bajnokság 2022/23 idényének első fordulójában a Wolverhampton Wanderers ellen. A 2–1-re megnyert találkozón 73. percet játszott.

### A válogatottban

#### Spanyolország U21
2018. augusztus 21-én Luis De la Fuente behívta a 23-fős keretbe, a 2019-es U21-es Európa bajnokság selejtező mérkőzéseire.
A szeptember 6-i mérkőzésen Albánia U21 elleni találkozón nem kapott lehetőséget.
Majd 5 nappal később, szeptember 11-én debütált kezdőként az Északír U21 elleni 1–2-s hazai összecsapáson. Első gólját következő év március 25-én szerezte az Osztrák U21-s hazai 3–0-s barátságos mérkőzésen.
A 2019-es U21-es labdarúgó-Európa-bajnokság első két csoportmérkőzését kihagyta, Olaszok és a Belgák ellen, majd a következett a Lengyelek elleni mérkőzés, ahol kezdőként lépett pályára. Mivel továbbjutottak, így a Franciákat kapták meg az elődöntőben, 4–1-s győzelemmel nyertek. A döntőben a Németek elleni 2–1-s győzelemmel megnyerték a bajnokságot. Ezeken mind végigjátszotta a találkozókat.

## Statisztika
2023. augusztus 06-i állapot szerint.
| Klub                 | Szezon           | Bajnokság          | Bajnokság | Bajnokság | Kupa  | Kupa  | Nemzetközi | Nemzetközi | Egyéb | Egyéb | Összes | Összes |
| Klub                 | Szezon           | Liga               | Mérk.     | Gólok     | Mérk. | Gólok | Mérk.      | Gólok      | Mérk. | Gólok | Mérk.  | Gólok  |
| -------------------- | ---------------- | ------------------ | --------- | --------- | ----- | ----- | ---------- | ---------- | ----- | ----- | ------ | ------ |
| Espanyol B           | 2014–15          | Segunda División B | 11        | 1         | —     | —     | —          | —          | —     | —     | 11     | 1      |
| Espanyol B           | 2015–16          | Segunda División B | 34        | 3         | —     | —     | —          | —          | —     | —     | 34     | 3      |
| Espanyol B           | 2016–17          | Segunda División B | 6         | 2         | —     | —     | —          | —          | —     | —     | 6      | 2      |
| Espanyol B           | Összesen         | Összesen           | 51        | 6         | —     | —     | —          | —          | —     | —     | 51     | 6      |
| Espanyol             | 2016–17          | La Liga            | 25        | 0         | 1     | 0     | —          | —          | —     | —     | 26     | 0      |
| Espanyol             | 2017–18          | La Liga            | 8         | 0         | 1     | 0     | —          | —          | —     | —     | 9      | 0      |
| Espanyol             | 2018–19          | La Liga            | 35        | 1         | 5     | 0     | —          | —          | —     | —     | 40     | 1      |
| Espanyol             | 2019–20          | La Liga            | 35        | 2         | 1     | 0     | 8          | 0          | —     | —     | 44     | 2      |
| Espanyol             | 2020–21          | Segunda División   | 2         | 0         | 0     | 0     | —          | —          | —     | —     | 2      | 0      |
| Espanyol             | Összesen         | Összesen           | 105       | 3         | 8     | 0     | 8          | 0          | —     | —     | 121    | 3      |
| Bayern München       | 2020–21          | Bundesliga         | 6         | 0         | 2     | 0     | 2          | 0          | 1     | 0     | 11     | 0      |
| Bayern München       | 2021–22          | Bundesliga         | 9         | 0         | 0     | 0     | 4          | 0          | 0     | 0     | 13     | 0      |
| Bayern München       | Összesen         | Összesen           | 15        | 0         | 2     | 0     | 6          | 0          | 1     | 0     | 24     | 0      |
| Leeds United         | 2022/23          | Premier League     | 32        | 1         | 4     | 0     | —          | —          | —     | —     | 36     | 0      |
| Leeds United         | Összesen         | Összesen           | 32        | 1         | 4     | 0     | 0          | 0          | 0     | 0     | 36     | 1      |
| Real Betis (kölcsön) | 2023/24          | La Liga            | 0         | 0         | 0     | 0     | 0          | 0          | 0     | 0     | 0      | 0      |
| Real Betis (kölcsön) | Összesen         | Összesen           | 0         | 0         | 0     | 0     | 0          | 0          | 0     | 0     | 0      | 0      |
| Karrier Összesen     | Karrier Összesen | Karrier Összesen   | 203       | 10        | 14    | 0     | 14         | 0          | 1     | 0     | 232    | 10     |

1. ↑  Mérkőzése(i) az Európa Ligában
2. 1 2  Mérkőzése(i) a Bajnokok Ligájában
3. ↑  .Mérkőzése(i) a Klubvilágbajnokságon
4. ↑  A(z) FA Kupában háromszor, a(z) EFL Kupában egyszer lépett pályára

## Sikerei, díjai
- Espanyol
  - Segunda División: 2020/21
- Bayern München
  - Bundesliga: 2020/21, 2021/22
  - Klubvilágbajnokság: 2020